# Iglesia de la Merced (Málaga)
La iglesia de la Merced fue un antiguo templo católico de la ciudad de Málaga que estaba ubicado en la plaza de la Merced.

## Historia

### Precedentes
Alonso Fernández de Ribera, natural de Castro del Río (Córdoba), como recompensa por su participación en la Toma de Málaga, consigue que los Reyes Católicos le entreguen la ermita de San Roque, ubicada en el Camino Nuevo, donde funda una nueva ermita llamada de la Vera-Cruz, llamada así por la cruz de madera erigida junto a la ermita, donada por los Reyes Católicos. Ribera vivió durante algunos años en la ermita y edificios anejos, aunque, consciente de la voluntad de la Orden de la Merced (fundada por Pedro Nolasco en 1218 en Barcelona) de establecerse en Málaga, decide donar la ermita a los mercedarios para que se instauren en la ciudad. La Orden aceptó y la donación se llevó a cabo el 23 de mayo de 1499 en Sevilla. 

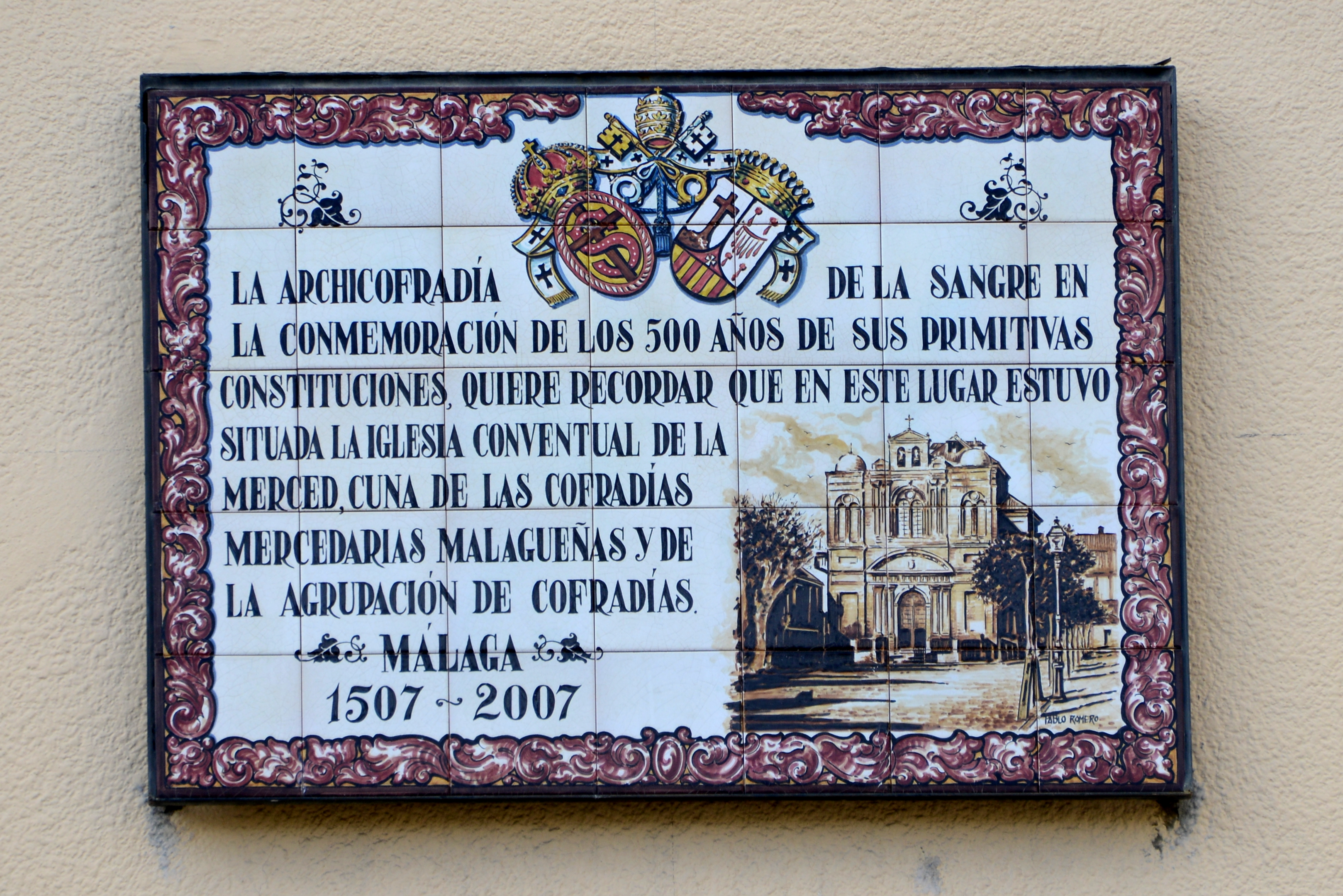
Placa en la plaza de la Merced en conmemoración a los 500 años de la fundación (1507-2007) de la Archicofradía de la Sangre en la Iglesia que da nombre a la plaza.

Al poco tiempo comenzaron a llegar miembros de la orden clerical a la ermita, fundándose el convento de la Nuestra Señora de la Merced. Sin embargo, tras ocho años en ese emplazamiento, el nuevo comendador fray Diego de Roa expresó su voluntad de trasladar la orden a otro lugar ya que se producían constantes saqueos de los corsarios musulmanes que desembarcaban cerca del convento. El clérigo consiguió la aprobación del obispo y del Cabildo catedralicio.

### Ubicación definitiva en la plaza de la Merced

#### Iglesia mudéjar (1507-1792)
El lugar elegido para la construcción del nuevo convento fue una plaza cerca de la Puerta de Granada, que a partir de entonces comenzó a denominarse plaza de la Merced. La concesión se produjo finalmente el 12 de noviembre de 1507 por la reina Juana I y un año después ratificado en una bula por el papa Julio II. La iglesia se construyó en estilo mudéjar. En una de las capillas de este primer convento se encontraba la cruz de madera original de la ermita.
Iglesia neoclásica (1792-1931; ruinas hasta 1963)
Debido al crecimiento de la población y al peligro de derrumbe de una nave, se planificaron unas obras para la construcción de una nueva iglesia en el mismo lugar, cuya construcción comenzó en 1792. 
El convento sufrió las consecuencias de la desamortización de Mendizábal (1836-1837), en la que la mayoría de sus terrenos fueron desamortizados, quedando únicamente la iglesia para el culto, que pasó a ser parroquia, mientras que el convento fue convertido en cuartel militar. El resto de los terrenos, mayoritariamente ocupados por el huerto del convento, se usaron para la construcción de viviendas y del Teatro de la Merced (en funcionamiento entre 1861 y 1869), que tras su destrucción fue sustituido en el mismo lugar por el Teatro Cervantes (1870). El cuartel militar persistió hasta el año 1889, cuando fue derruido y sustituido por el Mercado de la Merced.
La iglesia tuvo que someterse a diversas restauraciones por su mal estado durante todo el siglo XIX. En una de estas intervenciones se colocó una campana de 1881 fundida en la Ferrería Heredia, ahora conservada en el Museo de Málaga.
Un terremoto producido en 1884 en Andalucía destruyó la parte más elevada de las torres, incluyendo el campanario y los chapiteles, que no se recuperaron.
La iglesia fue uno de los templos religiosos más afectados por la quema de conventos de 1931, siendo incendiada y quedando abandonada y en ruinas durante más de treinta años. Finalmente, en 1963, la Diócesis de Málaga da el visto bueno para que sus ruinas sean derribadas para la construcción de viviendas, especialmente tras el escándalo de relaciones sexuales mantenidas durante años por Hipólito Lucena Morales, sacerdote de la iglesia de Santiago y encargado de la Merced.
La jurisdicción de la parroquia fue asumida por la iglesia de la Victoria, de ahí su nombre Basílica, Real Santuario y Parroquia de Santa María de la Victoria y de la Merced.

## Características de la iglesia moderna
Dicha iglesia era de estilo neoclásico, con planta de cruz latina, una única nave de gran tamaño y 10 metros de altura (con tribunas), un coro, vidrieras coloridas que daban luz al interior y una capilla mayor en la que colocó la imagen de Nuestra Señora de las Mercedes. El crucero estaba rematado con cúpula sobre pechinas sobre cuatro arcos de medio punto y las columnas eran corintias. 
Sobre el retablo se podía observar un cuadro de grandes proporciones de la aparición de la virgen a San Raimundo de Peñafort, San Pedro Nolasco y Jaime I de Aragón, obra de Manuel Manrique de Lara. Existían numerosas capillas para los distintos santos y cofradías. La fachada estaba rematada por dos chapiteles recubiertos de zinc.